# 2호선 블루어-댄포스
2호선 블루어-댄포스(영어: Line 2 Bloor–Danforth)는 토론토 교통국이 운영하는 토론토 지하철 노선 중 하나로, 정차역은 31개 역이고 노선 총 길이는 26.2km에 달한다. 1966년 2월 20일에 개통한 이 노선은 1968년과 1980년에 동부와 서부 종점이 연장되었다.
이 노선은 서부 종점인 키플링 애비뉴부터 캐슬프랭크 로드 동쪽에 있는 프린스 에드워드 고가교까지 블루어가에서 몇 미터 북쪽을 따라 운행하며 이후 댄포스 애비뉴를 따라 도로에서 몇 미터 북쪽으로 메인 스트리트 동쪽까지 운행하는데, 메인 스트리트부터는 에글린턴 애비뉴와 케네디 로드 동쪽에 있는 동부 종점인 케네디역까지 북동쪽으로 이어진다. 지하철 노선은 심야에 유지 및 보수 작업을 위해 문을 닫으며 이 사이에는 노선을 따라 블루 나이트 네트워크 (Blue Night Network)라고 불리는 심야버스 체계로 운행을 대체한다.
이 노선에서 가장 승객이 많은 구간은 올드토론토의 중간 지구인 요크빌이다. 이 지역에서 스파다이나, 세인트조지, 블루어 영역에서 1호선 영-유니버시티로 지하철을 갈아탈 수 있기 때문이다. 동쪽으로 댄포스 애비뉴를 따라 나란히 달리는 이 노선은 그릭타운(더 댄포스)이나 이스트댄포스 지역을 지나며, 이후 이스트요크를 잠깐 거친 뒤 스카버러에 있는 종착역에서 3호선 스카버러로 환승할 수 있다. 요크빌 서쪽으로는 블루어가를 따라 애닉스, 코리아타운, 블루어웨스트빌리지를 지난 뒤 요크를 잠시 지난 다음, 이토비코의 킹스웨이와 이즐링턴빌리지 지역을 지나 키플링 애비뉴에 종착한다.

## 이름
블루어-댄포스선이 개통하기 직전, 영가를 따라 이어지던 지하철 노선은 그냥 '지하철'이라고 불리었다. 하지만 토론토의 두 번째 지하철 노선인 블루어-댄포스선이 1966년에 개통하면서 첫 번째 지하철은 영선 (Yonge Line)으로 불리었다. 노선 번호는 토론토 교통국 (TTC) 내부에서만 쓰였으나 2013년 10월부터 TTC가 승객들의 편의를 위해 도로 이름을 따라 지어졌던 기존 노선 이름에 번호를 공식 부여하면서 블루어-댄포스선은 2호선 블루어-댄포스가 되었다. 2014년 3월에 이를 토대로 한 표지판이 블루어-영역과 세인트조지역에 처음 설치되었고 이후 다른 역도 신형 표지판으로 교체되었다. 이 노선은 기존에 TTC 내부에서는 601호선으로 알려져 있었지만, 2010년대 중반부터는 "2호선 블루어-댄포스"(Line 2 Bloor–Danforth)로 알려져 있다.

## 역사

### 건설 이전

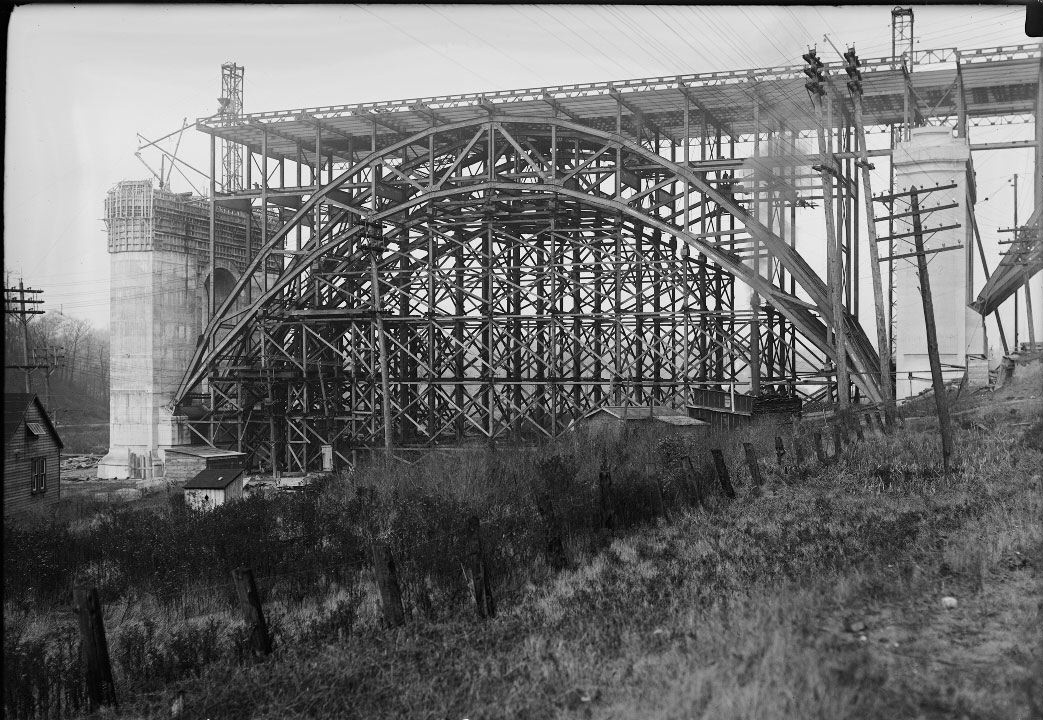
1916년에 지어지고 지어지고 있는 프린스 에드워드 고가교. 하층 상판(床板)은 오늘날의 2호선 열차가 지나고 있다.

블루어-댄포스선을 따라 도시철도를 짓는 방안은 미국의 한 대중교통 컨설팅 업체에서 작성한 1910년 보고서에서 처음 거론되었다. 이 연구 용역은 토론토 시장 조셉 올리버와 회계 감사관 허레이쇼 클래런스 호켄 등이 구성원이었던 특별 위원회에서 발주하였다. 최종 보고서에 따르면 컨설팅 업체는 돈강 계곡을 가로지르는 프린스 에드워드 고가교에 하층 상판을 추가해 추후에 지하철이 다닐 수 있도록 할 것을 권고하였다. 권고에 따라 지어진 하층 상판을 활용하는 첫 계획은 1933년 6월 15일, TTC가 블루어가와 댄포스 애비뉴를 따라 지하철과 고속도로를 지을 것을 권고하는 보고서에 등장하였다. 공사 비용은 1억 2천만 달러로 추산되었고 계획은 결실을 맺지 못하였다. 1943년 12월에는 토론토계획위원회(Toronto Planning Board)에서 빅토리아파크 애비뉴에서 험버강까지 이어지는 더욱 긴 지하철 노선을 계획하였으나, 얼마나 예산이 들어갈지는 밝히지 않았다. 1911년 가을, 토론토시는 지하철 터널 외벽인 콘크리트 튜브 건설 입찰에 돌입하였는데, 지하철 공사 비용이 국민투표에 부쳐지자 지하철 터널 공사는 부결되었다.
지하철이 지어지기 전, 블루어 노면전차가 제인가와 러트렐 애비뉴(쇼퍼스 월드 댄포스) 사이를 운행하고 있었다. 프레지던츠 컨퍼런스 커미티(PCC) 노면전차는 1950년부터 지하철이 개통한 1966년까지 운행하였다. TTC는 프린스 에드워드 고가교로 돈 계곡을 건너기가 훨씬 수월하고 이스트요크나 스카버러에서 온 승객들로 노면전차 승객이 가득했던 관계로 이 노선을 선호하였다. 이 전차 노선의 혼잡을 줄이고 외곽으로 연장이 수월하도록 노선은 블루어가와 댄포스 애비뉴를 따라 지어졌다.

### 건설

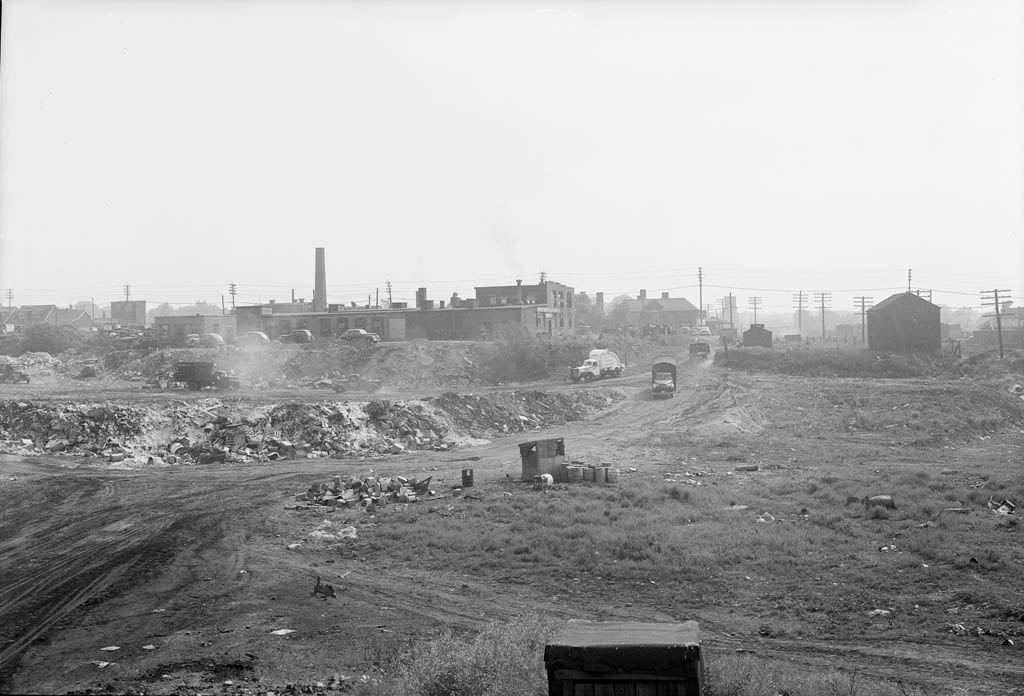
그린우드 애비뉴 쓰레기 매립지. 이 부지에는 이후 그린우드 차량기지가 지어졌다.

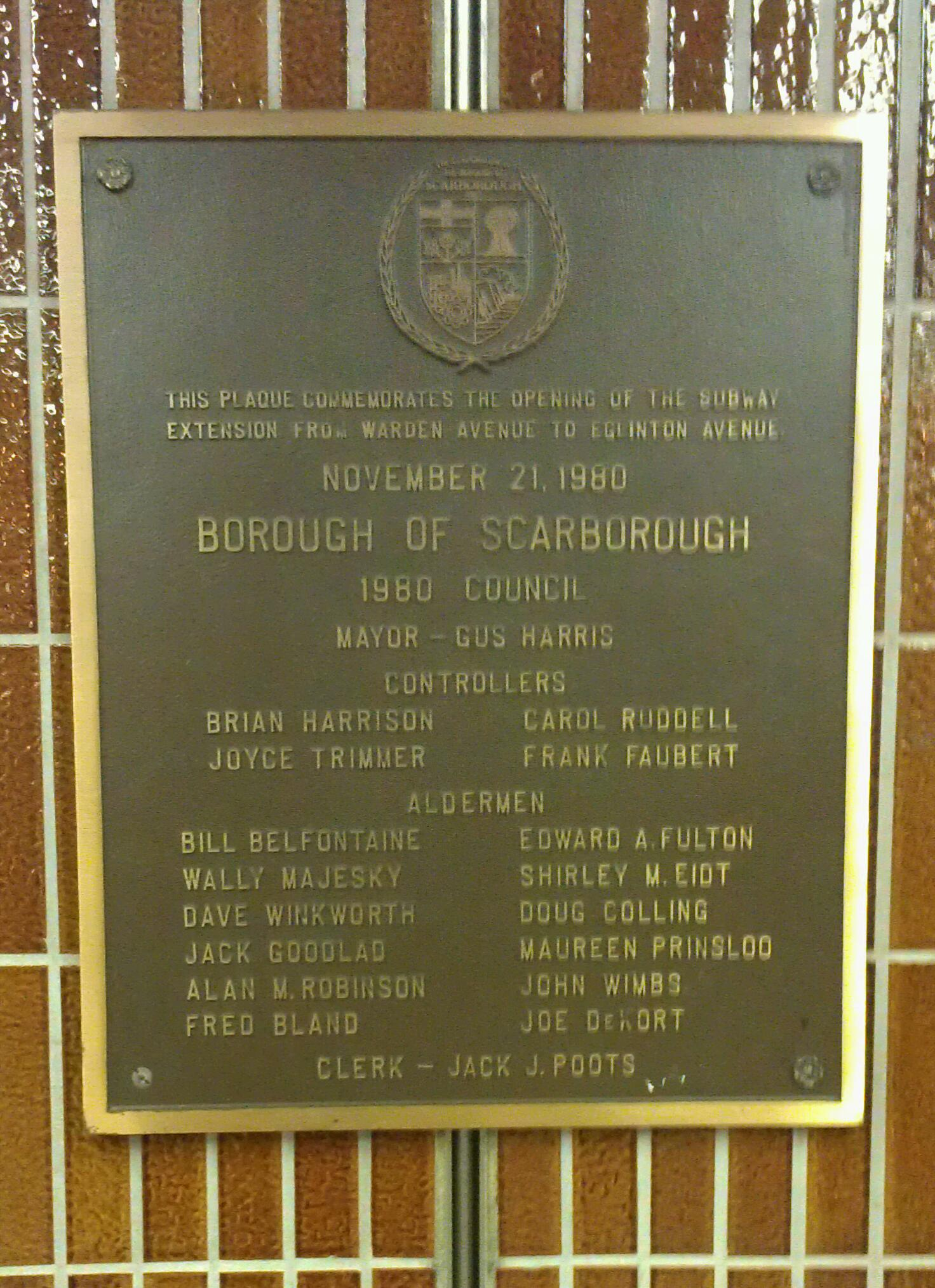
케네디역에 설치된 지하철 연장 기념판

제2차 세계 대전 이후 토론토의 급속한 발전으로 대중교통 확충이 더욱 필요해졌다. 1946년 1월 1일에는 영가에 새로운 지하철 노선을 짓는 방안을 국민투표로 부쳐 과반의 찬성을 받았다. 영 지하철이 1954년에 개통하면서 TTC는 블루어-댄포스선을 고속도로 없이 1억 4600만 달러 예산으로 짓는 방안을 계획하였는데, 계획은 승인되었지만 결국 지어지지 않았다.
1950년대에는 토론토의 두 번째 지하철 노선에 대한 열띤 토론이 이어졌다. 이는 지하철 노선에 따라 외곽 버스 노선도 바뀌기 때문이었다. 당시 주요 계획이 두 개가 있었는데, 두 계획 모두 외곽은 노선이 같았지만 TTC는 크리스티에서 페이프역까지 동쪽으로 이어지는 노선을 선호하였다. 이 계획은 교통국장이었던 앨런 램포트가 적극 밀어붙였으며 영 지하철을 유니언역에서 북쪽으로 세인트조지역까지 잇는 방안도 포함되어 있었다. 다른 계획은 크리스티에서 퀸가까지 남쪽으로 꺾은 다음, 이후 페이프까지 동쪽으로 이어진 다음 페이프역까지 북쪽으로 이어지는 것으로, 토론토의 도시 설계 부서와 통합시 의장인 프레드 가디너가 이를 지지하였다. 동쪽 구간은 2010년대 릴리프선과 이후 온타리오선의 선형과 비슷하다.
1956년, 토론토 중부는 성장을 거듭하였다. 통합시에서는 이 두 계획을 두고 어떤 계획으로 나아가야 할지 토론이 이어졌다. 1958년 9월 5일, 온타리오주 지자체위원회 (Ontario Municipal Board)는 영 지하철을 유니버시티 애비뉴를 따라 연장하는 방안과 블루어-댄포스선을 연장하는 방안을 승인하였고 이를 통해 해당 지역에 절충안을 마련하고자 하였다. 지하철 건설 비용을 어떻게 부담하느냐가 문제였는데, 이번엔 건설 비용을 TTC와 통합시가 처음으로 분담하기 때문에 부동산세 인상이 불가피하였다. 이를 TTC가 100% 부담하기를 원했던 이토비코, 롱브랜치, 미미코, 뉴토론토, 스카버러 등이 반대하면서, 공사를 중단하기 위한 법정 다툼이 캐나다 대법원까지 이어졌다.
유니버시티선은 1963년에 개통하였고 블루어-댄포스선은 서쪽의 킬역에서 동쪽의 우드바인역까지 1966년 2월 26일에 개통하였다. 지하철 공사 중 아홉 명이 숨졌다. 노선 대부분은 지하 구간이고 개착식 공법을 이용하여 지었으며 일부는 터널 굴착기로 지어졌다. 노선 나머지 구간인 동쪽 끝과 서쪽 끝 구간은 지상 구간이다. 총 연장은 12.9km로, 블루어가와 댄포스 애비뉴에서 북쪽으로 20m에서 40m가량 떨어진 곳으로 운행하였다. 공사 비용으로 총 2억 달러가 들어갔으며, 2020년 기준 15억 6800만 달러이다.
블루어-댄포스선이 개통하면서 연장 구간도 착공에 들어갔다. 서쪽으로 이즐링턴역, 동쪽으로 워든역까지 1968년 5월 11일에 연장 구간이 동시 개통하였다. 연장 구간은 공사 비용으로 7700만 달러가 들어갔으며 2020년 기준 5억 6494만 달러에 달한다. 1980년 11월 21일, 지하철 노선은 오늘날의 종착역인 서쪽의 키플링역과 동쪽의 케네디역까지 연장되었으며 공사 비용으로는 1억 1100만 달러, 2020년 기준 3억 4691만 달러가 들어갔다.

### 지하철 운행
개통 이후 지하철 노선에 대한 평은 긍정적이었다. 개통 4개월 이후 승객 수를 집계한 결과 시간당 1만 명이 이용하는 것으로 밝혀졌다. 개통 이후 지하철 노선과 중복되는 많은 버스와 노면전차 노선이 폐선되거나 축소되었다. 지하철역에서 갈아탈 수 있는 다양한 버스와 노면전차 노선으로 승객이 계속 늘었고 장기적으로는 이용객 수에서 안정세를 보였다. 2018년 기준, 평일에 52만 7640명이 블루어-댄포스선을 이용하였다.
개통 뒤 6개월 동안은 지하철이 하나의 체계로 운행하였으며, 에글린턴역에서 출발한 열차는 킬이나 우드바인역에서 종착하고 다른 열차는 킬과 우드바인 사이를 운행하였다. 하지만 이에 따라 두 노선 운행이 복잡해져 시범 운행을 중단하고 베이역 아래층 승강장이 폐쇄되었다.
1971년, 통합시는 통합시 외곽 지역 주민들이 시 전체의 대중교통을 하나의 요금으로 이용할 수 있도록 구간 요금제를 단일화하였다. 이전에는 올드밀 서쪽과 빅토리아파크 동쪽은 2구역이었지만 지하철은 1구역 단일 요금으로 운행하였다. 이에 따라 지하철에서 버스로 갈아타려면 요금 구역이 다르기 때문에 추가 요금을 지불하여야 했다. 단일 요금제를 도입한 이후, 지하철은 수지타산이 맞아야 하는 시설보다는 국고 보조금으로 운행하는 공공시설로 정치적 사고가 바뀌었다.
1976년 10월 15일, 방화범이 크리스티역에서 지하철 전동차에 불을 지르면서, 전동차 네 대와 벽 타일 일부가 전소되고 지하철이 며칠 동안 문을 닫게 되었다. 이에 따라 크리스티역 가운데 부분은 타일 색깔이 다른 부분과 다르다. 2007년 9월 19일, 교통국이 역 현대화 프로젝트를 개시하였다. 이에 따라 지하철역의 접근성이 개선되고, 버스와 노면전차 승강장이 신설되고, 광역 버스와 GO 통근열차와의 환승 동선을 개선하였다.

## 지하철역
2호선 블루어-댄포스의 서부 종점인 키플링역은 키플링 애비뉴와 던다스가에 있다. 동쪽으로 12km 향한 뒤 이 노선은 스파다이나와 세인트조지역에서 1호선 유니버시티 애비뉴 구간과 접한다. 또한 영역에서 1호선 영가 구간과 만나게 된다. 동부 종점은 케네디역으로 3호선 스카버러의 남부 종착역이기도 하다. 프린스 에드워드 고가교를 제외하고는 블루어가나 댄포스 애비뉴 바로 밑으로 달리지 않으며 북쪽으로 살짝 떨어져 있다. 일부 구간은 상점 뒤에 있는 공원이나 주차장을 따라 선로가 나 있으며 다른 구간은 뒷골목을 따라 놓여있다.
블루어-댄포스선의 역은 대부분 상대식 승강장이다. 지상에는 일부 역이 쇼핑 구역의 일부로 지정되어 있고, 다른 역은 버스와 노면 전차로 갈아탈 수 있는 승강장이 있는 환승 시설이 마련되어 있다.

### 디자인

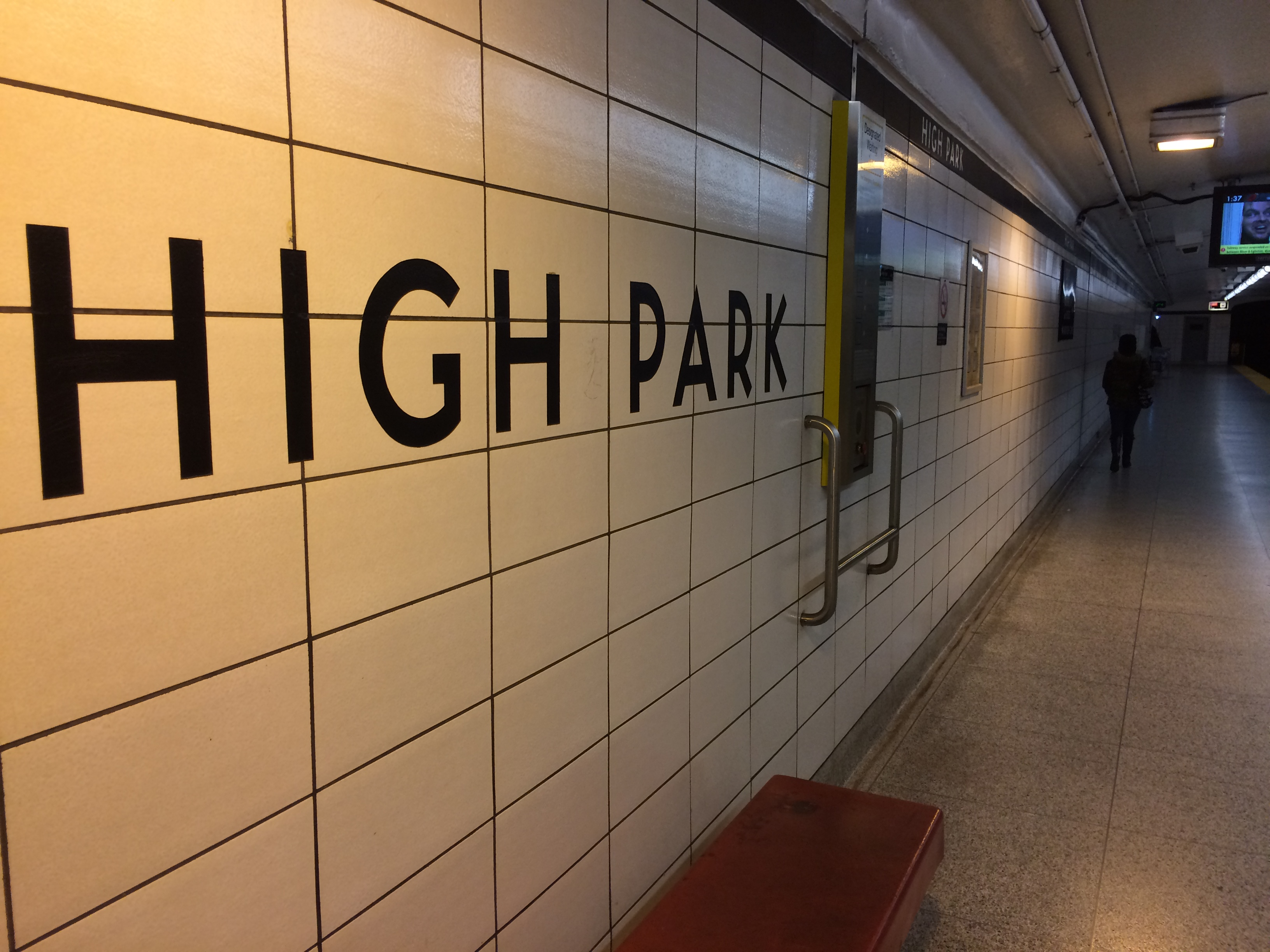
하이파크역

1980년 이전에 개통한 블루어-댄포스선의 지하철역은 배경과 테두리 색이 두 개로 벽에는 토론토 지하철 고유 글꼴인 토론토 서브웨이(Toronto Subway)를 쓴다. 타일은 필라델피아 SEPTA의 브로드 스트리트선에서 영감을 받았으며 영 지하철에 쓰이던 디자인과 비슷하게 색상을 배치하였다. 벽 타일에 쓰이는 역명은 대개 테두리 색상을 쓰지만, 일부 역은 가독성을 위해 테두리 색상 대신 글씨가 흰색으로 새겨져 있다.
블루어-댄포스선의 지하철역은 유니버시티선 지하철역과 같이 디자인에 정해진 패턴이 있었는데 일부 역은 화재 등 사건사고로 역 디자인이 바뀐 사례가 있었다. 크리스티역이 그 변화의 예시 중 하나인데, 기존 타일이 1976년 화재로 바뀌었으며, 교체 도중 기존의 녹색 타일이 모자랐던 관계로 다른 색상으로 덧붙였다. 또다른 예로는 이즐링턴과 워든역에서 찾아볼 수 있는데, 이 두 역은 세 가지 색으로 이루어졌다. 1980년에 개통한 현 종착역인 키플링과 케네디역은 유니언역의 두 번째 버전을 연상시킨다. 개통 당시 키플링역과 케네디역은 토론토 서브웨이 글꼴을 사용하지 않았으나 2017년 말에 키플링역 개선 공사로 토론토 서브웨이 글꼴이 도입되면서 케네디역이 2호선에서 해당 글꼴을 사용하지 않는 유일한 역으로 남게 되었다.

### 역 개선 공사
2호선 역이 노후하면서 TTC는 역 현대화 사업을 통해 접근성을 개선하고 역을 새롭게 단장하고자 하였다. 이는 벽 마감재, 표지판, 조명, 공공 미술 교체 및 접근성 개선을 위한 엘리베이터 설치 등이 포함된다. 페이프와 더퍼린역은 현대화 공사를 통해 역 개선이 이루어진 선두 주자였고 이즐링턴 또한 버스 승강장 재건축을 통해 접근성 공사가 이루어질 예정이다. 2007년에는 브로드뷰역에 두 번째 출구가 개통하였다. 이에 따라 버스 승강장으로 바로 연결되는 통로가 생겼으며 새로운 노면전차 승강장은 물론 버스와 노면전차의 역 출입이 원활해졌다. 빅토리아파크의 신역사 공사는 2008년부터 2011년까지 이루어졌으며 이에 따라 지하철과 버스 간 환승 시 이동 동선이 개선되고, 역 건축물이 주변 지역과 잘 어울리게 되고, 엘리베이터가 설치되면서 접근성이 개선되었다.
출구가 한 곳만 있는 지하역에 두 번째 출입구를 설치하는 것은 화재가 발생하면 위험할 수 있다는 화재 안전 보고를 받은 뒤 역 현대화 사업의 일환으로 포함되었다. 출입구가 하나밖에 없었던 페이프와 더퍼린은 공사 당시 두 번째 출입구가 설치되었다. 던랜즈와 그린우드역과 같은 경우에는 밖으로 나갈 수만 있는 두 번째 출구가 설치된다. 이 공사는 역 부지 매입 및 출구 건설 과정에서 두 번째 출구를 짓기 위해 기존 주택을 허물어야했던 관계로 논란을 불러일으켰다. 던랜즈, 그린우드, 우드바인역에 두 번째 출구를 설치하려던 계획은 2011년 말에 예산 부족으로 잠정 보류되었다. 2017년 9월, 우드바인역에 엘리베이터와 두 번째 출입구가 완공되어 접근성이 개선되었다. 2020년 7월 기준으로, 던랜즈역 개선 공사는 2020년 4/4분기에 착공할 예정이다.

## 운임
직원이 상주하는 지하철역 출입구에는 모든 종류의 TTC 운임을 지불할 수 있다. 프레스토 카드는 자동 판매기에서 살 수 있으며 여기에 잔액을 충전하거나 정기권을 충전할 수 있다. 또한 TTC를 자주 이용하지 않는 사람들을 위해 1회권, 2회권, 1일 프레스토 티켓도 판매하고 있다. 프레스토 카드와 티켓은 직원 상주와 관계없이 모든 지하철역 출입구에서 이용할 수 있다.
2019년 12월 1일부터 모든 지하철역에는 직원이 개찰 업무를 중단하고 대신 고객 서비스 업무를 맡고 있다. 승객들은 여전히 노인이나 학생 TTC 티켓, 토큰, 1일권을 쓸 수 있지만 역에서는 더 이상 판매하지 않고 현금을 내는 경우 잔돈이 주어지지 않는다.
체스터역을 제외한 2호선의 모든 역은 지하철 운행 시간 도중에 TTC의 다른 버스나 노면전차 노선으로 갈아탈 수 있다. 일부 환승은 출발지에서 요금을 지불했다는 증명이 필요하며 이 증명으로는 출발지에서 무료로 제공하는 환승 표로 계속 이어지는 방향의 노선으로 갈아탈 수 있는 종이 환승 표나 2시간 동안 어떤 방향으로든지 무제한 환승이 가능한 프레스토 카드가 필요하다.

## 운행

### 운행 간격
이 노선은 평일 러시아워에는 2-3분 간격으로, 평상시에는 4-5분 간격으로 운행한다.
300번 블루어-댄포스 심야 버스는 지하철이 운행하지 않는 시간대에 역 근처를 운행한다. 이 버스는 블루어가와 댄포스 애비뉴를 따라 이스트/웨스트몰과 케네디역 사이를 수시로 운행한다. 매주 일요일에는 지하철이 오전 6시 대신 8시에 운행을 시작하기 때문에 8시까지 운행한다. 심야 버스는 6분에서 30분 간격으로 운행한다.

### 정원
2016년 기준으로 2호선은 출퇴근 시간에 시간당 2만 6천 명 가까이 실어나를 수 있었으며 신호를 개량하면 배차 간격이 줄어들어 열차가 더 자주 오게 되고 2031년까지 3만 3천 명 가까이 실어나를 수 있게 된다.

### 전동차

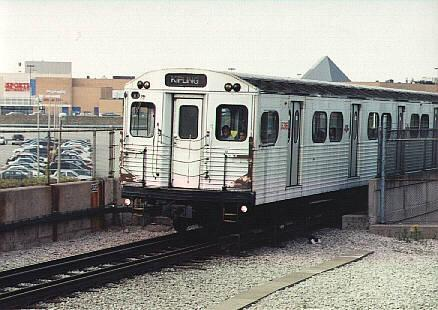
블루어-댄포스선에서 처음으로 운행했던 M1 시리즈 전동차

2호선에서 처음 운행한 전동차는 M1 시리즈 전동차로, 캐나다에서 처음으로 제작된 지하철 전동차 중 하나이다. 건설 당시 이 전동차는 세계에서 가장 긴 전동차로, M 시리즈와 H 시리즈는 영-유니버시티선에 쓰이던 G 시리즈 열차에 비해 작은 편이었지만 캠샤프트 추진 제어를 채택하여 속도가 향상되었기 때문에, 비교적 장거리 노선임에도 불구하고 G 시리즈와 같은 더 큰 열차를 투입할 필요가 없어졌다. 이에 따라 G 시리즈는 더 많은 승객을 실어야 하는 영-유니버시티선에만 쓰였다. 1980년대에는 H 시리즈 전동차가 M 시리즈를 대부분 대체하였고 M 시리즈는 평일 러시아워에만 운행하였다. T1 시리즈 전동차가 1995년부터 도입되면서 M1 시리즈는 1998년과 99년 사이에 퇴역하였다.
블루어-댄포스선이 1966년에 개통하면서 전동차가 추가로 필요해진 관계로 호커 시들리 그룹에서 새로운 전동차를 도입하였다. H 시리즈의 일환이었던 이 열차는 M1과 비슷하지만 전동문과 같은 새로운 기능을 선보였다. T1 시리즈 전동차가 도입되면서 H1과 H2는 퇴역하고 남은 H4 열차와 일부 T1 초기 기종은 블루어-댄포스선으로 이전하였다.
토론토 로켓 전동차가 2011년부터 영-유니버시티선과 셰퍼드선에 도입되면서 모든 T1 전동차는 블루어-댄포스선으로 이전되었고 남은 H4와 H6 전동차는 모두 퇴역하였다. 이에 따라 블루어-댄포스선에는 T1 전동차만 운행하고 있다. H4 전동차는 2011년 가을에 운행을 중단하기 시작하였고 마지막 차는 2012년 1월 27일에 퇴역하였다. H4 전동차는 에어컨이 존재하지 않던 마지막 전동차로 오렌지색 벤치로 내부가 개조된 마지막 전동차이기도 하다. 이 전동차는 퇴역하기 전에 주로 평일 러시아워에 투입되었다. H4는 H2와 내부 디자인이 비슷하였는데, 밝은 오렌지색 문과 패널, 개별 좌석과 연한 갈색 바닥, 크림색 벽, 갈색 모조 무늬목 패널로 이루어진 H6 열차는 2013년과 14년 사이에 은퇴하였고 마지막 열차는 2014년 6월 20일에 운행을 중단하였다. 평년보다 훨씬 덥던 2016년 여름에는 25%가량의 T1 열차가 에어컨이 고장났던 관계로 일부 토론토 로켓 열차가 대신 운행하였다. 이는 존 토리 토론토 시장이 트위터에 에어컨이 고장난 T1 전동차를 더운 여름날에 타보기로 약속한 이후였다. 에어컨은 그해 겨울에서 2017년 봄 사이에 수리되기 시작하였다.
2017년에 TTC는 T1 전동차가 2026년에 수명을 다할 것으로 보고 T1 전동차를 봄바디어 트랜스포테이숀의 토론토 로켓 유형의 차량 62대로 교체할 것을 계획하였다. 하지만 2019년 3월, TTC는 차량을 교체하는 대신 T1 전동차를 보수해서 내구 연한을 10년 늘리는 방향으로 선회하였다. 전동차 보수 비용은 7억 1500만 달러로 전동차 교체에 필요한 18억 6000만 달러보다는 적게 들었다. 신형 전동차에는 자동 열차 제어 장치(ATC)가 장착되어 있지만 기존 전동차 보수에는 ATC 설치가 포함되지 않은 관계로 2호선 내 ATC 도입이 10년가량 지연될 것으로 보인다. 또한 TTC는 신형 전동차를 주박할 수 있는 키플링 차량기지가 2020년대 중반에서 2031년 완공으로 지연되면서 전동차를 주박할 공간이 마땅치 않았다.

#### 차량기지
블루어-댄포스선의 전동차 대부분은 개통과 동시에 개장하였던 그린우드 차량기지에 정박한다. 그린우드 기지가 지어지기 전에는 채석장과 쓰레기 매립지로 쓰였다. 캐나다 내셔널 철도 선로와 인접한 관계로 전동차는 지하철로 바로 반입할 수 있었다. CN 선로는 T1 전동차가 영-유니버시티선에서 블루어-댄포스선으로 이전하면서 더 많은 전동차를 수용할 수 있도록 개량되었다. 그린우드 기지는 2호선 전동차가 정박할 뿐만 아니라 3호선 스카버러 전동차의 검수를 맡는다. 이는 매코원 차량기지가 주박 및 간단한 유지 보수밖에 할 수 없기 때문이다.
킬 차량기지는 킬역과 던다스 웨스트역 사이에 있는 소규모 차량기지이다. 이곳에는 2호선 차량 일부가 주박하고 전동차 청소가 이루어지지만 보수 작업은 할 수 없는 관계로 그린우드에서 수행한다. 2017년 6월 18일부터 이 기지에는 한밤중에 열차 4대가 주박하고 나머지 공간은 작업 장비를 보관하는 데 쓰고 있다.
TTC는 키플링역 남서쪽에 캐나다 태평양 철도 화물 야적장으로 쓰였던 곳에 새로운 지하철 차량기지를 지을 계획이다. T1 전동차가 교체되는 대로 새로운 전동차를 수용하고 유지 보수할 공간이 필요한데, 더 이상 확장할 공간이 없고 전동차를 2량씩만 수용할 수 있는 그린우드 차량기지에 6량 편성인 신형 전동차가 들어갈 수 없기 때문이다. 차량기지 신설에는 5억 달러가 들어갈 예정이었으나 2017년 7월 기준으로 설계 예산인 700만 달러만 투입되었다. 2019년 3월 기준, TTC는 키플링 차량기지가 2031년에 완공할 것이라고 밝혔다.

## 연장 계획

### 스카버러 지하철 연장
스카버러 지하철 연장은 수명이 다 되어가는 3호선 스카버러를 2호선 동부 연장으로 교체하는 계획안이다.

#### 초기 역사
1983년, 케네디에서 스카버러시티센터까지 도시철도를 연장하는 방안이 검토되었고, 다양한 종류의 기술에 대한 검토가 들어가면서 다수의 정치인들이 노면전차 대신 지하철을 연장해달라고 요청하였다. 그 대신에 중형철도수송시스템이었던 스카버러 RT가 지어졌다.
2005년, 토론토시의회는 블루어-댄포스선을 북동쪽으로 연장하여 노후한 스카버러 RT를 교체해줄 것을 요청하였다. 2006년에 스카버러 시의원들이 현재 노선을 다른 경전철로 전환하는 데 합의하면서 이 계획은 변경되었고, 스카버러에 중전철이 들어서는 방안은 아직 검토되지 않았다.

#### 경전철 계획안 (2007-2013)
2007년, 데이비드 밀러 시장은 트랜싯 시티 계획안의 일부에 스카버러 RT를 현대식 경전철로 변환하는 것을 포함하였다. 경전철은 케네디역에서 스카버러 타운 센터를 지나 셰퍼드 애비뉴까지 이어질 예정이었다. 선로는 기존 스카버러 RT 선로를 새로운 경전철 선로로 변환하고 공사 기간에는 셔틀버스가 대체 운행할 예정이었다. 공사는 3년 반에서 5년 정도 소요되고 공사비는 20억 달러 (2020년 기준 24억 5219만 달러)와 케네디역 환승 설계를 위한 추가 비용이 들어가게 되었다.
2010년 토론토 시장 선거에서 롭 포드는 경전철 계획을 반대하였고 대신 블루어-댄포스선 스카버러 연장을 공약으로 내걸었다. 하지만 2011년 3월 31일, 포드 시장은 주정부 산하 기관인 메트로링스가 스카버러 RT를 에글린턴-스카버러 크로스타운선의 일부로 고상 경전철로 변환하는 데 주정부와 합의하였다. 2012년 6월, 스카버러 지하철 연장은 토론토 시의원 카렌 스틴츠가 제안했던 원시티 계획안의 일부에 반영되었지만, 이 계획은 이후 주정부와 롭 포드 시장이 반대하였다.

#### 세 정거장 계획 (2013-2016)
2013년 9월 4일, 온타리오주는 블루어-댄포스선을 케네디역에서 스카버러 센터역까지 6.4km 연장하는 데 필요한 예산 3분의 2를 지원하겠다고 발표하였다. 캐나다 연방정부는 나머지 3분의 1을 부담할 예정이었다. 토론토 시의회는 2013년 10월 8일에 지하철 연장안을 찬성 24표, 반대 20표로 가결하였다. 지하철은 매코원 로드, 에글린턴 애비뉴, 댄포스 로드를 따라 동쪽으로 이어진 뒤 이후 스카버러시티센터를 거쳐 매코원 로드와 셰퍼드 애비뉴까지 북쪽으로 이어진다. 여기에는 로렌스 애비뉴 (스카버러 종합병원), 스카버러 타운 센터와 셰퍼드 애비뉴에 정거장이 생긴다. 토론토시는 앞으로 3년 동안 부동산세를 올려 재원을 충당할 예정이었다. 블루어-댄포스선 연장은 빠르면 2018년에 착공하고 공사는 5년 정도 걸릴 것으로 예상하였다.
2014년 12월, 글렌 디베어메이커 시의원 및 토론토 부시장은 스카버러 지하철 연장 구간에 댄포스 로드와 에글린턴 애비뉴에 정류장을 추가해 케네디역과 로렌스 사이의 역 간격을 4km에서 2km로 줄이자고 제안하였다. 하지만 역을 추가하는데 1억에서 1억 5천만 달러가 더 들어갈 것이라는 답변을 들었다.
하지만 2016년 1월에 나온 시 보고서에 따르면 로렌스와 셰퍼드 애비뉴에 지어지는 지하철역 근처는 개발 가능성이 적었고 존 토리 시장이 계획하던 스마트트랙 정차역과 너무 가깝다고 밝혔다.
2016년에 세 정거장 계획이 무산될 때 설계는 5% 정도 완료되었고 예상 공사 비용은 46억에서 69억 달러 사이로 추산되었다.

#### 한 정거장 계획 (2016-2019)
2016년 1월 20일, 토론토시는 스카버러 지하철 연장에 대한 새로운 계획으로 세 정거장 중 두 개를 없애고 블루어-댄포스선을 스카버러 타운 센터에 종착하는 방안을 제시하였다. 로렌스 애비뉴에 지어질 예정이었던 중간 정차역은 물론 셰퍼드 애비뉴로 이어지는 구간 또한 철회하였다. 이에 따라 스카버러 지하철이 스마트트랙의 마컴 지선과 노선이 중첩되지 않도록 하였다. 또한 중간 정차역을 없앰으로써 공사 비용을 기존의 35억 달러에서 25억 달러로 줄이고, 나머지 10억 달러는 5호선 에글린턴을 토론토 대학교 스카버러 캠퍼스까지 연장하는 데 사용될 예정이었다. 하지만 10억 달러의 대부분은 스카버러 지하철 연장 예산이 불어나면서 다시 지하철 연장 비용을 감당하는 데에 쓰이게 되었다.
토론토 도시 설계 부서에서는 한 정거장 연장으로 러시아워에 시간당 7,300명이 순방향으로 이용할 것으로 보였으며 이는 지하철을 짓기에 승객 수가 저조한 편이라고 밝혔다. 기존 세 정거장 연장은 러시아워에 9,500명에서 14,000명의 승객을 끌어올릴 것으로 보였으나 한 정거장 연장으로 7,300명으로 줄어들었고 이는 스마트트랙과 노선이 중첩되고 정거장 수가 줄었기 때문이라고 밝혔다. 이에 대해 존 토리 시장과 스카버러 지역 시의원 글렌 디베어메이커는 7,300명은 여전히 받아들일 수 있는 승차량이며 이는 키플링역의 6천 명보다 여전히 높은 수치라고 밝혔다. 하지만 토론토 스타에 따르면 스카버러 타운 센터 전방 6km에 역이 하나밖에 없지만 다른 종착역은 전방 6km에 다른 역이 있어서 승객 수가 더 늘 수 있었던 것이라고 지적하였다. 스카버러 지하철 연장은 하루 3만 1천 명의 승객이 이용할 것으로 예상되며, 이는 키플링에서 제인까지 66,355명 (다섯 정거장), 핀치에서 요크밀스까지 96,660명 (네 정거장)에 비해 저조한 편이다. 스카버러 지하철은 승객 수가 저조한 셰퍼드선 종점에 비해서만 승객 수가 더 많을 것으로 예상되었다.
2016년 6월, 한 정거장 연장에 드는 공사 예상 비용은 일부 구간에 터널을 45%에서 90% 더 깊게 파야 했던 관계로 20억 달러에서 29억 달러로 불어났다. 또한 높은 지하수면으로 콘크리트가 더 필요했기 때문이다. 이와 동시에 스카버러 지하철이 개통할 때까지 3호선 스카버러를 운행하는 데 유지 보수 비용이 3억 달러가 들어가는 관계로 지하철 연장에 총 32억 달러가 들어가는 것으로 파악되었다.
2017년 2월, 시 당국은 지하철 연장 비용이 33억 5천만 달러로 1억 5천만 달러가 증가했으며 이는 스카버러 타운 센터에 TTC 최대 규모인 34개 버스 승강장을 설치하는 데 예산이 더 들어가기 때문이라고 설명하였다. 또한 신규 탑승객 수가 2016년 여름에 예상했던 4,500명에서 2,300명으로 줄었다.
2017년 3월, 시 당국은 지하철 한 정거장 연장에 6년 정도가 걸릴 것으로 보였고 2026년 2/4분기에 개통할 것으로 예상하였다. 공사비는 이미 충당되었다. 2017년 3월 28일, 시의회는 매코원 로드를 따라 6.2km 연장하는 방안을 승인하였다.
토론토의 대중교통 평론가 스티브 먼로는 스카버러 지하철 연장 구간에 자동 열차 제어 장치 (ATC) 가 도입될 예정이며 이에 따라 T1 전동차의 ATC 호환 비용이 막대한 관계로 T1 전동차의 운행 가능성을 배제하게 되었다고 밝혔다.
2019년 4월, 토론토시는 2호선 동부 연장 예상 비용을 38억 7천만 달러로 추산하였고 2027년 말에 지하철 연장을 완공하고 스카버러센터역 터미널은 2030년에 완공할 것으로 예상하였다. 이와 동시에 개통 뒤 ATC로 운행하는 대신 새로운 신호 체계가 다음에 도입될 경우를 위한 준비 작업을 포함하게 되었다고 밝혔다.

#### 세 정거장 계획 (2019-현재)
2018년 5월, 롭 포드 전 시장의 형인 더그 포드 온타리오주 진보보수당 대표는 주지사가 되기 위한 총선 유세 중에 2호선 연장 계획을 세 정거장 계획으로 돌려놓겠다고 공약하였다. 2018년 7월에 TTC는 여전히 한 정거장 연장 계획에 집중하고 있었다.
2019년 4월 10일, 온타리오 주지사가 된 더그 포드는 2호선 연장 계획을 55억 달러 규모의 세 정거장 계획으로 돌려놓고 2029-30년에 개통을 목표로 하겠다고 밝혔다. 2013-16년 당시 세 정거장 계획과 마찬가지로 매코원 로드를 따라 로렌스 애비뉴, 스카버러 타운 센터, 셰퍼드 애비뉴에 정거장이 지어질 예정이라고 밝혔다.
2020년 2월, 메트로링스가 내놓은 비용 편익 분석 결과에 따르면 55억 달러 규모의 세 정거장 계획은 앞으로 60년 동안 창출될 28억 달러 규모의 편익보다 두 배나 더 많은 비용이 들어간다고 밝혔다. 이 편익은 이동 시간 및 차량 수 감소 등을 감안하여 계산하였으며 필 버스터 메트로링스 대표는 편익 수치는 보수적으로 계산하였으며 메트로링스는 추후 이 편익 수치를 높일 수도 있다고 밝혔다.
2020년 3월 초, 메트로링스는 2020년 중반에 터널 굴착을 위한 제안서를 받기 시작하고 2021년 2분기나 3분기에 터널 굴착을 시작할 것으로 예상하였다. 터널은 셰퍼드 애비뉴와 매코원 로드에서 굴착을 시작한다. 2020년 7월 7일, 온타리오 주정부는 스카버러 지하철 연장을 온타리오선, 영 지하철 북부 연장, 에글린턴 경전철 서부 연장과 더불어 우선 순위가 높은 대중교통 사업으로 지정하여 설계 및 공사 절차를 간소화하는 패스트트랙 법안을 통과하였다.
2020년 8월 20일, 메트로링스는 굴착 공사를 설계하고 실행할 시공사를 찾기 위한 제안 요청서를 발행하였고, 여기에는 아시오나, 이스트엔드 커넥터스(드라가도스, 에이컨, 겔라) 및 스트라백 등의 업체가 지원하였다. 2021년 5월 25일, 연장 구간 터널을 설계 및 건설하고, 그에 필요한 자금을 조달하는 데 스트라백이 선정되었다. 터널 사업자 계약은 케네디역에서 매코원 로드와 셰퍼드 애비뉴까지 7.8km 구간의 지하철 연장을 위한 터널 공사, 발파 및 추출갱, 터널 및 비상 출구 건물과 역 건물을 위한 헤드월 설계 및 건설, 터널 굴착기 공급 및 프리캐스트 콘크리트 터널 라이너 조각 설치, 그 외 터널을 짓기 위해 필요한 배관 이전, 갱 및 헤드월 지지대, 임시 전원 공급, 조명, 환기 등의 부수적인 공사작업이 포함되었다.
스카버러 지하철 연장은 2021년 6월 23일에 착공하였다. 연장되는 지하철 터널은 지름이 10.7m인 하나의 터널 안에 두 개의 선로가 들어가며, 토론토에서 지름이 가장 큰 지하철 터널이 될 것이다. 터널 굴착기는 독일 슈바나우에 위치한 헤렌크네히트가 제작하였으며, 2022년 초에 여러 차례의 선적을 통해 해상으로 운송되어 굴착 시작 지점에서 조립되었다. 2023년 1월에는 이 터널 굴착기가 데이비드 보위가 만든 무대명이자 가상의 인물인 지기 스타더스트에서 이름을 딴 '디기 스타더스트'(Diggy Stardust)로 명명되었으며, 하루에 10-15m의 속도로 굴착하기 시작하였다. 이 터널 굴착기는 7.8km 터널 중 6.9km를 굴착할 예정이다.

### 서부 연장

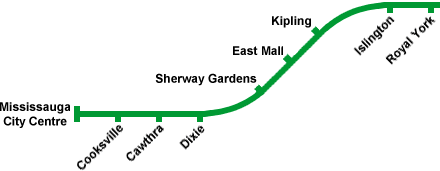
미시소가 연장 계획안 노선도

토론토 교통국은 2001년에 발간한 도시철도 연장 연구 보고서에서 블루어-댄포스선이 서쪽으로 연장할 수 있는 세 가지 방안을 제시하였다. 첫 번째 방안은 셜웨이 가든스까지 3.2km 연장하고 이스트몰에 추후에 정차역을 추가하는 방안이었고, 두 번째는 셜웨이 가든스에서 딕시 로드까지 1.4km를 추가 연장하는 방안이고, 세 번째 방안은 딕시 로드에서 미시소가의 스퀘어원까지 연장하는 방안이 있었으나 이는 예산과 설계 문제 때문에 무산되었다. 이는 이후 마이웨이에서 키플링에서 휴론타리오가까지 던다스 경전철로 계획을 대체하였으며 무브온타리오 2020 계획안에 수렴되었다. 이 계획은 토론토시가 2013년에 발행한 "지원금을 받지 못한 미래 도시철도 사업" 목록에 제인, 핀치 웨스트, 워터프론트 경전철을 포함한 다른 경전철과 같이 다시 이름을 올렸으며 추후에 재고해볼 가능성이 있다.

## 참고 문헌
- Filey, Mike (1996). 《TTC Story: The First Seventy-Five Years》 [TTC 이야기: 첫 75년] (영어). Dundurn Press. ISBN 155002244X.